# 영천 전투
영천 전투는 1950년 한국 전쟁 당시 경북 영천에서 국군과 인민군이 벌인 낙동강 전선의 마지막 대전투로 처음에는 영천이 함락되어 최악의 상황에 이르렀으나 반격을 하여 영천을 탈환하고 결정적인 승리를 거두어 전세를 역전시켰다.